# Droga wojewódzka 157
Die Droga wojewódzka 157 (DW 157) ist eine 16 Kilometer lange Droga wojewódzka (Woiwodschaftsstraße) in der polnischen Woiwodschaft Lebus, die Zwierzyn mit Goszczanowo verbindet. Die Straße liegt im Powiat Strzelecko-Drezdenecki.

## Straßenverlauf
Woiwodschaft Lebus, Powiat Strzelecko-Drezdenecki
-  Zwierzyn (Neu Mecklenburg) (DW 156)
-  Bahnübergang (Bahnstrecke Kostrzyn nad Odrą–Krzyż Wielkopolski)
-  Goszczanowo (Guscht) (DW 158)